# Camille DesRosiers
Camille DesRosiers SM (ur. 14 października 1928 w Grand-Métis, zm. 16 maja 2016) – kanadyjski duchowny katolicki posługujący w Tuvalu. Superior Funafuti w latach 1986–2010.

## Życiorys
Święcenia kapłańskie otrzymał 4 czerwca 1955.
14 lipca 1986 papież Jan Paweł II mianował go superiorem Funafuti. W 2010 ze względu na wiek złożył rezygnację z zajmowanej funkcji.
Zmarł 16 maja 2016.